# Kerstin Forslund
Kerstin Margareta Forslund (som soloartist även känd som enbart Kerstin), född 30 april 1953 i Älvdalens församling, är en svensk vissångerska, medlem i YTF.

## Bakgrund
Kerstin Forslund var först medlem i gruppen Älwdalingarna, med vilken hon 1971–73 spelade in två singlar och ett album, Dier so kwädô (1972). Gruppens övriga medlemmar var Ewa Nylander och Kerstins far, Ragnar Forslund. Gruppen sjöng folkvisor och deras specialitet var att sjunga på älvdalska. Ewa lämnad gruppen för studier och ersattes av Lena Willemark. 
Hösten 1974 flyttade Kerstin till  Söderköping och blev medlem i Small Town Singers. Hon medverkade på deras album En söndagsmorgon bittida (1975) och var samma år ledsångare på en inspelning av låten "Suicide Is Painless", känd från filmen M*A*S*H.
Kerstin flyttade därefter till Stockholm och inledde ett närmare samarbete med Small Town Singers producent Ingela Forsman. Detta resulterade i två egna album och två singlar. Hon framträdde på Visfestivalen i Västervik 1974 (med Älwdalingarna) 1977 (solo) och 1980 (solo och med Small Town Singers).
I början av 1980-talet medverkade Kerstin i Charlie Normans krogshow på Berns och Hamburger Börs. I showen på Hamburger Börs medverkade även Cornelis Vreeswijk och Ernst-Hugo Järegård. 
År 1987 återvände Kerstin till Älvdalen och var därefter åter verksam i Älwdalingarna, tillsammans med sin far och Verf Lena Egardt.
2005 blev Kerstin medlem i Yrkestrubadurernas förening. Genom deras skivbolag YTF(r)ecords gav hon 2006 ut sin tredje skiva, Vägen hit, med i huvudsak eget material.
Under åren 2009 - 2013 har Kerstin haft ett musikaliskt samarbete med Erik Lihm.
Våren 2013 startade Kerstin ett nytt projekt, Kommer mamma snart?, ett barnalbum med helt nyskrivet material, vilket utgavs den 1 mars 2015. I projektet ingår musikern och producenten Olle Nyberg, Olle Nybergs Music, Sollerön.
2017 Kom en singel "Kan vi önska oss mer". Kerstin skrev texten till Stefan Carlssons vackra melodi. Skivan är producerad, inspelad och mixad i Solstudion, Sollerön av Olle Nyberg. Övriga musiker på skivan är Verf Lena Egardt och Olle Nyberg.
Våren 2019 började ett samarbete mellan Kerstin Forslund och Verf Lena Egardt. Att skriva barnvisor på älvdalska var målet. Producenten Olle Nyberg, Sollerön kontaktades och inspelningen började hösten 2019. Corona kom och projektet stannade av en stund, under våren 2020 men skivan gjordes klar och skivsläpp hölls i Älvdalen den 7 november 2020. Skivan är producerad, inspelad och mixad i Solstudion, Sollerön av Olle Nyberg. Skivomslaget innehåller en booklet (häfte) med texterna på de 14 låtarna.

## Diskografi
- 1972 - Dier so kwädô (LP, 4 skilling)
- 1973 - Älwdalingarna (singel, Round up)
- 1974 - Älwdalingarna (singel, Round up)
- 1977 – Här (LP, Decca)
- 1979 – Morgon efter regn (LP, Decca)
- 1981 – Det är min tur/här (singel, RCA)
- 1981 – 9 till 5/Lyckan är skör (singel, RCA)
- 2007 – Vägen hit (YTFr131)
- 2015 - Kommer mamma snart? (YTFr148)
- 2017 - Kan vi önska oss mer (YTFrs401)
- 2020 - Tråy Trai (UD198401)